# Шалыгинский сахарный завод
Шалыгинский сахарный завод — предприятие пищевой промышленности в посёлке городского типа Шалыгино Глуховского района Сумской области, прекратившее существование.

## История
Сахарный завод в селе Шалыгино Путивльского уезда Курской губернии Российской империи был построен в 1855 году, представлявший собой небольшое предприятие с ручным трудом.
В 1899 году на месте старого сахарного завода был построен новый сахарный завод
Во время первой русской революции в декабре 1905 года рабочие сахарного завода начали забастовку с требованиями 8-часового рабочего дня, повышения зарплаты, а также политическими требованиями, их поддержали крестьяне, но прибывший в село военный отряд подавил выступления. В мае 1907 года рабочие сахарного завода начали новую забастовку, после чего хозяева завода начали штрафовать и увольнять рабочих. После окончания революции заработная плата была снижена, а продолжительность рабочего дня увеличена.
В мае 1917 года на Шалыгинском сахарном заводе возник Совет рабочих депутатов, а в январе 1918 года в селе была установлена Советская власть. При заводе открыли больницу, а в марте 1918 года здесь был создан вооружённый отряд из 200 человек. После захвата немцами Путивля на завод переехали органы власти Путивльского уезда.
В конце марта 1918 года село оккупировали австро-немецкие войска, но в октябре 1918 года село занял Путивльский партизанский отряд, в дальнейшем до середины ноября 1919 года Шалыгино оставалось в зоне боевых действий гражданской войны.
Для обеспечения завода сырьем за ним было закреплено хозяйство с 11 тыс. десятин сельскохозяйственных угодий, на которых выращивали свеклу. В сезоне сахароварения 1919 - 1920 года завод произвел 23 тыс. пудов сахара, в дальнейшем производство увеличилось.
В начале 1920х годов при заводе создали начальную школу, а в 1925 году - заводской клуб с библиотекой и читальным залом.
В 1925 и 1926 году завод произвел 45 тыс. центнеров сахара.
В ходе индустриализации 1930х годов завод был реконструирован (только в 1937 году на эти цели было выделено свыше 700 тысяч рублей), в результате, с 1926 до 1940 года суточный объем переработки свеклы увеличился в полтора раза. Рабочие завода участвовали в стахановском движении.
В ходе Великой Отечественной войны в связи с приближением линии фронта оборудование сахарного завода было эвакуировано, с конца сентября 1941 до 3 сентября 1943 года село было оккупировано немецкими войсками. 5-6 декабря 1942 года Харьковский партизанский отряд имени Котовского под командованием Н. И. Воронцова совместно с Шалыгинским партизанским отрядом разгромил немецкий гарнизон на Шалыгинском сахарном заводе.
Во время оккупации завод был разрушен, но его восстановление началось уже в 1943 году, на эти цели правительство СССР выделило 6 млн. рублей, стройматериалы и оказало иную помощь. В результате, в 1945 году завод был восстановлен, а в 1950 году превысил плановый объем производства. Вместе с заводом была восстановлена и вновь начала работу заводская библиотека.
После войны Шалыгинский сахарный завод стал одним из крупнейших предприятий района, численность работников была увеличена до 800 человек, здесь перерабатывалось до 120 тонн свеклы в год и производилось до 16 тыс. тонн сахара в год.
В соответствии с восьмым пятилетним планом развития народного хозяйства СССР завод был реконструирован.
В целом, в советское время сахарный завод входил в число ведущих предприятий посёлка. На балансе предприятия находились объекты социальной инфраструктуры (заводской клуб, заводской медпункт, библиотека и др.).

### После 1991
После провозглашения независимости Украины завод перешёл в ведение государственного комитета пищевой промышленности Украины.
В июле 1995 года Кабинет министров Украины утвердил решение о приватизации завода. После этого государственное предприятие было преобразовано в открытое акционерное общество.
В июне 1999 года Кабинет министров Украины передал завод в коммунальную собственность Сумской области.
К 2012 году завод уже не функционировал.